# Robert Hughes (futebolista)
Robert Hughes (1 de outubro de 1986) é um futebolista inglês que atua como meio-campista.